# Norwegian Epic
Die Norwegian Epic ist ein Kreuzfahrtschiff der US-amerikanischen Reederei Norwegian Cruise Line. Der Bau des Typschiffs der „F3“-Klasse auf der französischen Werft STX France Cruise SA (früher: Chantiers de l’Atlantique) war von Streitigkeiten zwischen den Vertragspartnern und einer Reihe weiterer Probleme überschattet.
Die Norwegian Epic ist mit 155.873 BRZ vermessen und war bis zur Indienststellung der Norwegian Escape 2015 das größte Schiff der Reederei. Sie ist 329 Meter lang, 40 Meter breit und hat einen Tiefgang von 8,7 Metern. Auf 19 Decks können 4.228 Passagiere (bei zwei Personen pro Kabine) und 1.730 Besatzungsmitglieder untergebracht werden. Das Schiff hat einen dieselelektrischen Antrieb. Die Reisegeschwindigkeit beträgt 22 Knoten.

## Geschichte

### Bau und Indienststellung

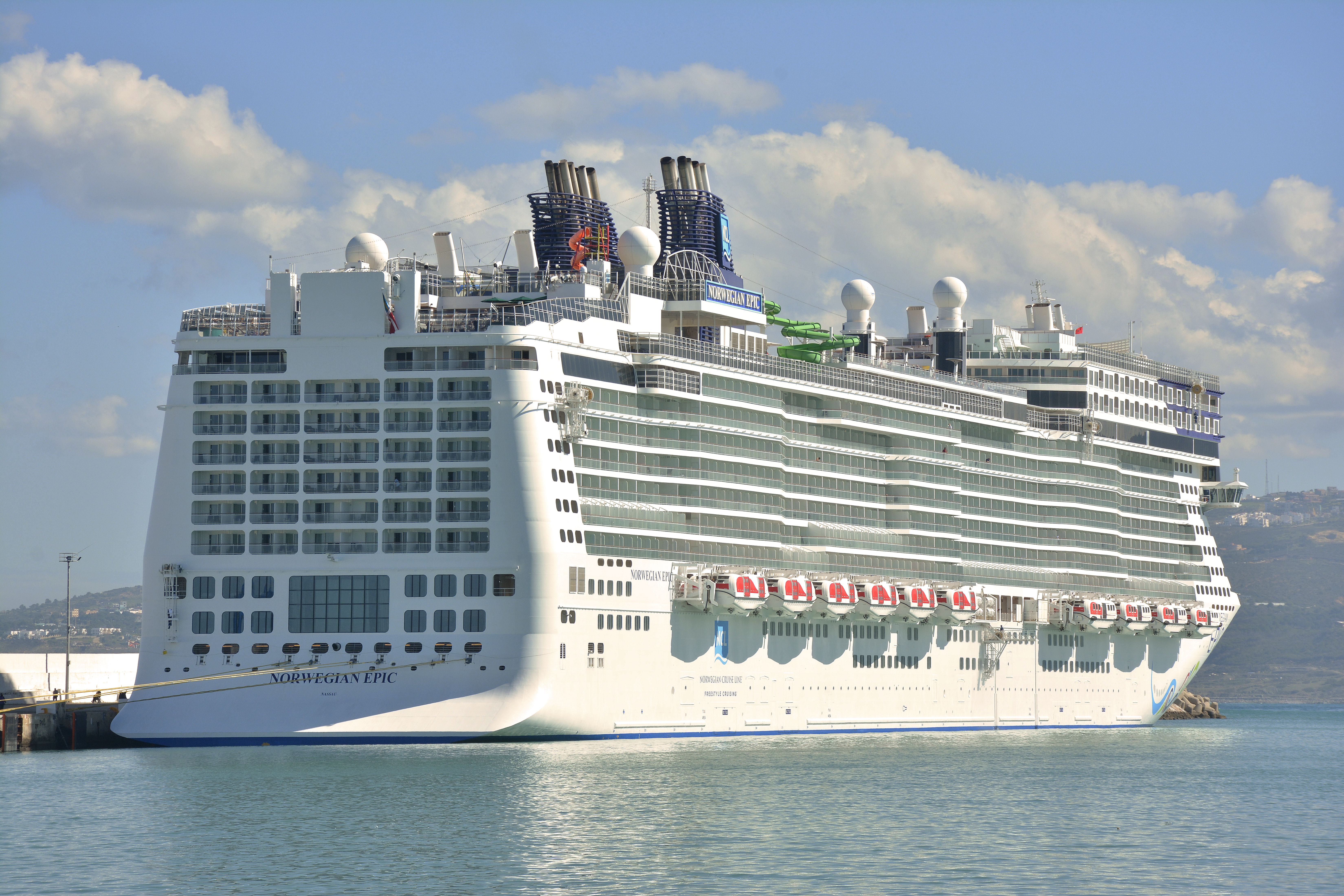
Das Heck des Schiffes

Am 9. September 2006 unterzeichneten die US-amerikanische Reederei Norwegian Cruise Line und die französische Werft STX France Cruise SA den Vertrag über den Bau zweier 150.000-BRZ-Kreuzfahrtschiffe der neuen „F3“-Klasse mit der Option auf einen weiteren Neubau. Die Kiellegung der Baunummer C33 fand am 24. April 2008 statt. Bei der Zeremonie waren neben Vertretern von Reederei und Bauwerft auch Repräsentanten der Anteilseigner Star Cruises und Apollo Management anwesend.
Mitte September 2008 bestätigte STX France Cruise SA, dass es wegen der Baukosten der Schiffe zum Streit mit dem Management von NCL und dessen Anteilseignern gekommen war, die daraufhin sogar die Vertragsauflösung in Betracht gezogen hatten. Das Schiff war zu diesem Zeitpunkt zu etwa 25 % fertiggestellt. Schließlich gab die Reederei Ende 2008, offiziell ohne Angaben von Gründen bekannt, dass man die Option auf die weiteren Neubauten der „F3“-Klasse nicht wahrnehmen werde.
Am 28. Januar 2009 veröffentlichte die Reederei in einer Pressemitteilung den Namen des Neubaues und bestätigte die Indienststellung im Mai 2010. Mit der Montage des letzten Baublocks wurde am 9. April die Fertigstellung des Rumpfs abgeschlossen. Das Bugsegment mit der Bezeichnung „Block 642“ hatte ein Gewicht von 445 Tonnen, war 26 Meter lang, 33 Meter breit und 9 Meter hoch. Die von der NCL-Marketingabteilung entworfene Rumpfbemalung war einen Monat später fertiggestellt. Mit der Montage der beiden nebeneinanderliegenden Schornsteine war der Rohbau Anfang Juni weitgehend abgeschlossen. Jeder Schornstein wiegt 45 Tonnen, ist 20 Meter lang, 14 Meter hoch und nimmt neben den Abgasleitungen noch Komponenten von Heizungs-, Lüftungs- und Klimaanlagen auf.
Am 11. Juli 2009 wurde die Norwegian Epic im Beisein von Vertretern von Werft und Reederei ausgedockt und mit Hilfe von sechs Schleppern an den Ausrüstungskai verlegt. Anfang Februar 2010 fanden die ersten Testfahrten auf dem Atlantik statt. In den folgenden Wochen kam es zu mehreren Zwischenfällen. So entstand während der Erprobungsfahrten Mitte April 2010 an Hauptmotor 2 ein größerer Schaden. Anfang Mai 2010 brach im hinteren Teil von Deck 4 ein Feuer aus, das Teile der elektrischen Installation beschädigte. Nur wenige Tage später brannte es erneut auf den oberen Decks. Anfang Juni kam es zu einem weiteren Brand im Bereich einer Klimaanlage. Die Schäden blieben gering, die ermittelnde Polizei vermutete Brandstiftung.
Am 13. Juni 2010 waren die Werfterprobungen abgeschlossen und die Norwegian Epic konnte am Abend des 17. Juni 2010 an Norwegian Cruise Line übergeben werden. Ohne weitere Zeremonien verließ das Schiff die Werft und wurde zunächst nach Rotterdam überführt. Auf der Weiterfahrt nach Southampton, wo die ersten Passagiere für die Atlantiküberquerung an Bord gehen sollten, kam es zu Problemen mit einer der beiden Propellerwellen, was eine mehrstündige Verspätung zur Folge hatte. Am 23. Juni 2010 brach die Norwegian Epic nach New York auf, wo sie am 2. Juli eintraf und von Country-Sängerin Reba McEntire getauft wurde.

### Ausstattung

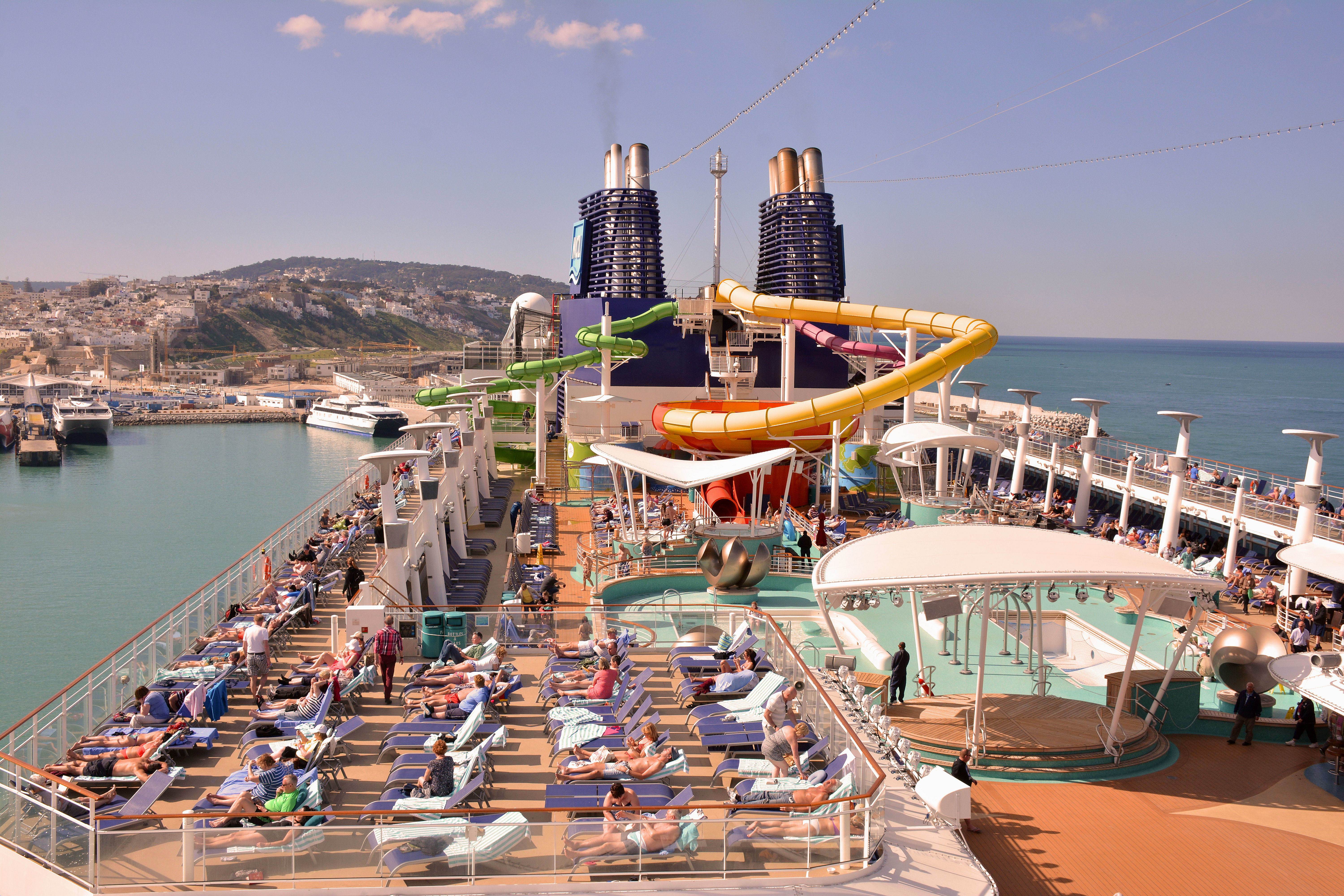
Das Sonnen- und Pooldeck

Die Norwegian Epic verfügt über 1986 Innen- und Balkonkabinen, reine Außenkabinen ohne Balkon gibt es nicht. Auf der Norwegian Epic gibt es zum ersten Mal auf einem Kreuzfahrtschiff 128 Einzelkabinen, welche mit einer Studio Lounge zum Kennenlernen verbunden sind.
Insgesamt gibt es elf Restaurants und Essgelegenheiten. Von einem Steakhouse bis hin zur Sushi-Bar gibt es zudem neun aufpreispflichtige Spezialitätenrestaurants, das Garden Café ist eines der Hauptrestaurants. Ein besonderer Höhepunkt auf der Norwegian Epic ist die Epic Plunge auf dem Pooldeck. Dies ist eine Wasserrutsche, die das Prinzip einer Toilettenspülung aufweist. Außerdem gibt es auf dem Schiff einen Bereich, der nur für Erwachsene konzipiert ist.

### Einsatzgebiet
Die Norwegian Epic befährt im Sommer ab Barcelona das westliche Mittelmeer, im Winter ab Port Canaveral und Puerto Rico die Karibik.

## Galerie

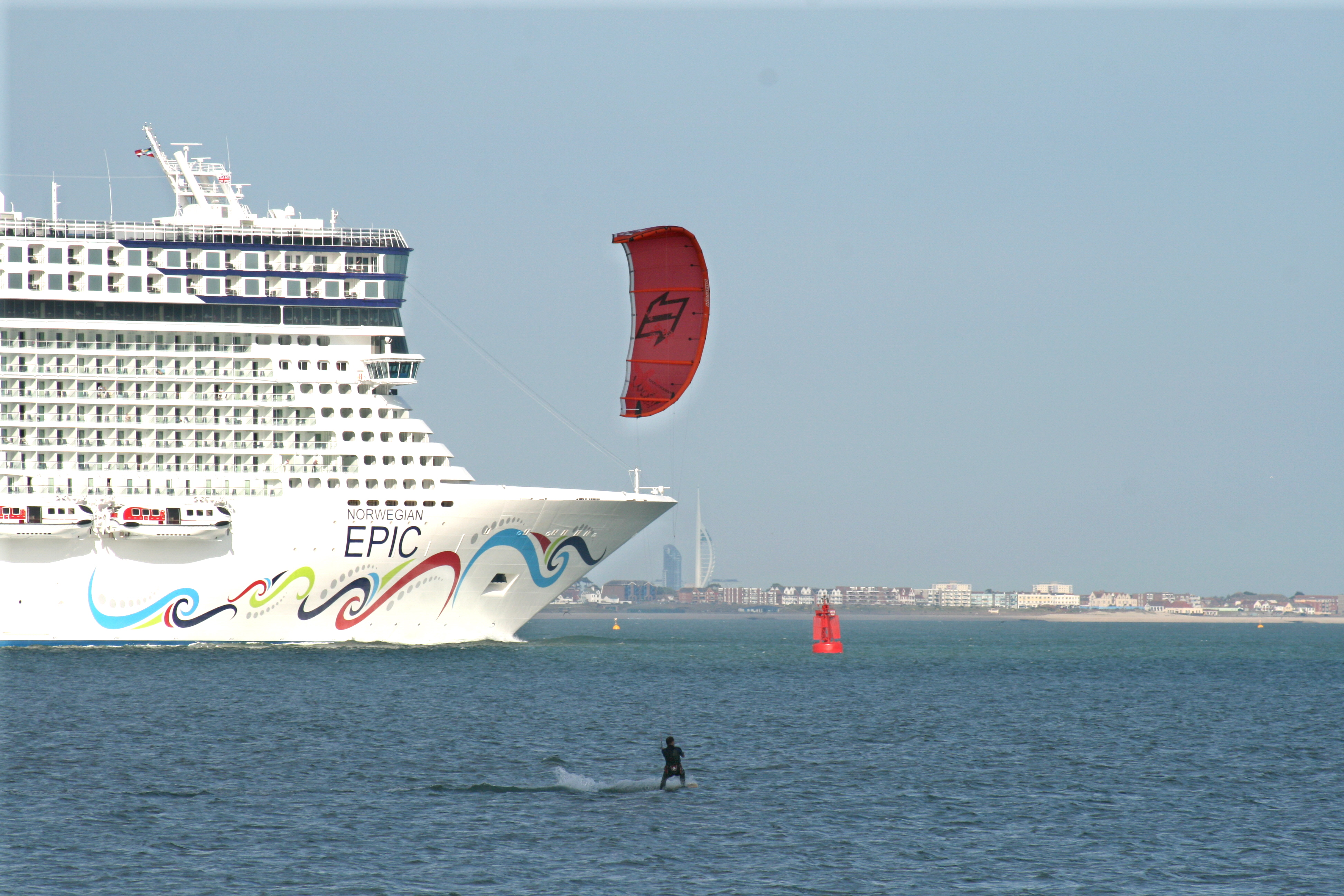
Die Norwegian Epic auf ihrer Jungfernreise
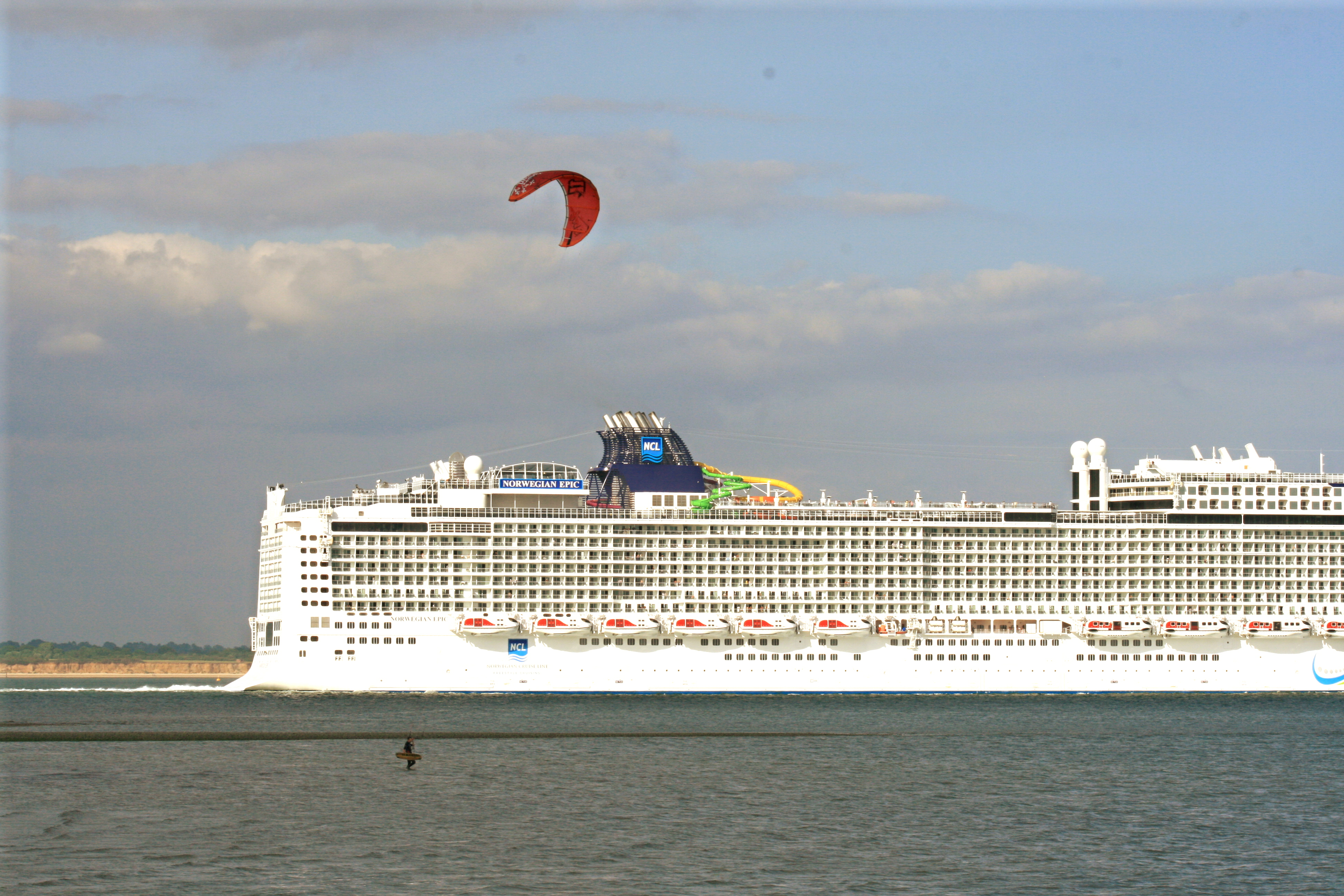
Die Aqua-Park-Wasserrutsche
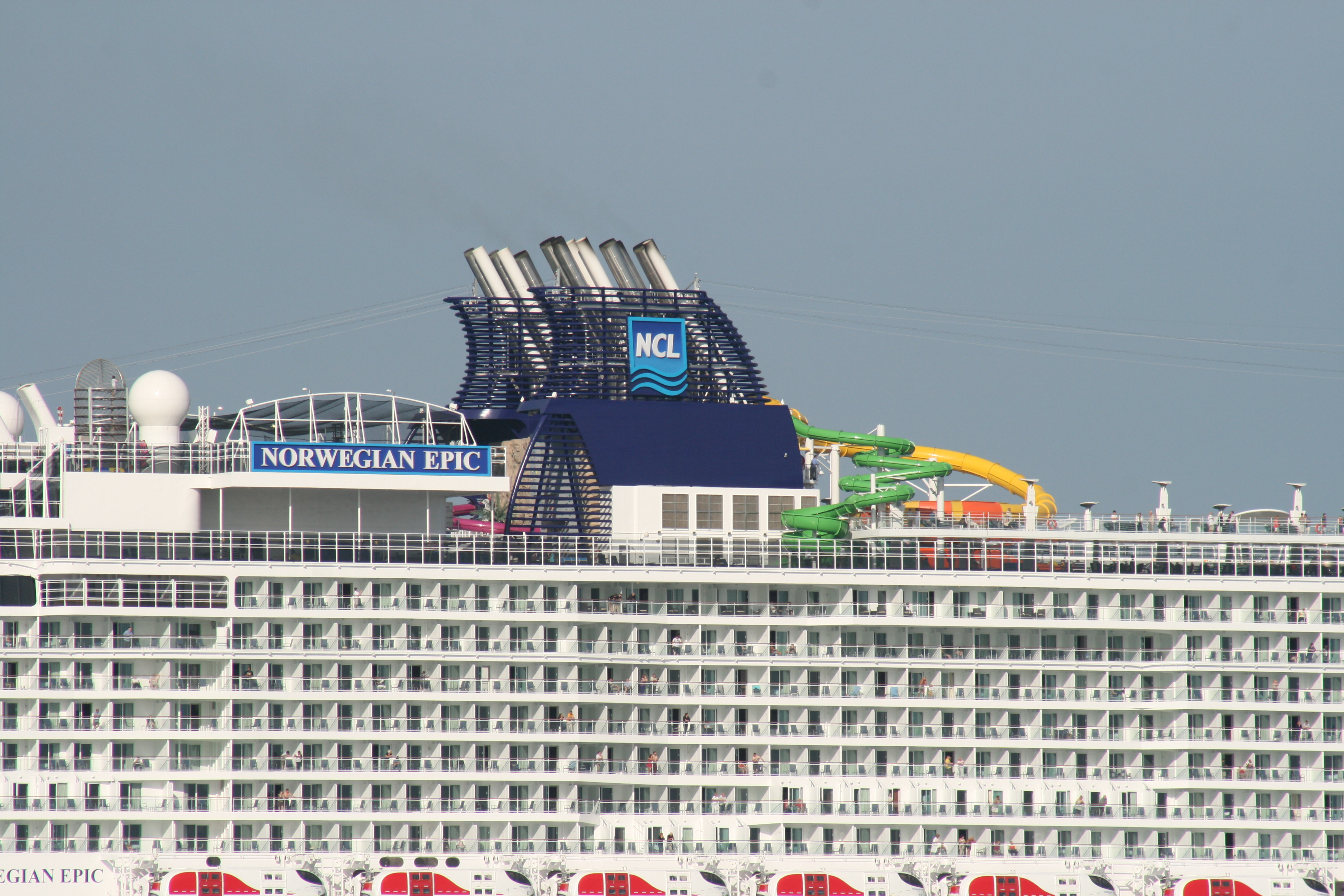
Nahaufnahme der Wasserrutsche